# Sigaretus
Sigaretus là một chi ốc biển săn mồi, là động vật thân mềm chân bụng sống ở biển trong họ Naticidae, họ ốc Mặt Trăng.

## Các loài
Các loài thuộc chi Sigaretus bao gồm:
- Sigaretus bifasciatus Recluz[2]
- Sigaretus concavus Lamarck[3]
- Sigaretus delesserti Récluz in Chenu, 1843[4]
- Sigaretus papilla (Gmelin, 1790)[5]